# Recurvaria thomeriella
Recurvaria thomeriella is een vlinder uit de familie tastermotten (Gelechiidae). De wetenschappelijke naam is voor het eerst geldig gepubliceerd in 1901 door Chretien.
De soort komt voor in Europa.